# Ingredion
Ingredion Incorporated er en amerikansk multinational ingrediens-producent. De producerer primært stivelse, sødemidler, stevia og protein. de har 12.000 ansatte på 44 lokationer og kunder i 40 lande.
Virksomheden, der begyndte som Corn Products Refining Co. og senere blev til "CPC International," blev etableret ved en fusion imellem flere virksomheder i 1906.